# San Lorenzo Isontino
San Lorenzo Isontino (tiếng Slovenia: Šlovrenc ob Soči) là một đô thị ở tỉnh Gorizia thuộc vùng Friuli-Venezia Giulia, nằm ở vị trí cách khoảng 40 km về phía tây bắc của Trieste và khoảng 6 km về phía tây của Gorizia. Tại thời điểm ngày 31 tháng 12 năm 2004, đô thị này có dân số 1.454 người và diện tích là 4,4 km².
San Lorenzo Isontino giáp các đô thị sau: Capriva del Friuli, Farra d'Isonzo, Moraro, Mossa.